# Ibbenbüren
Ibbenbüren település Németországban, azon belül Észak-Rajna-Vesztfália tartományban. Lakosainak száma 52 688 fő (2023. december 31.). Ibbenbüren Tecklenburg, Hörstel, Saerbeck, Mettingen, Recke és Hopsten községekkel határos.

## Népesség
A település népességének változása:
| Lakosok száma | 42 202 | 50 438 | 50 935 | 52 037 | 51 904 | 51 888 | 52 421 | 52 688 |
|               | 1975   | 2013   | 2015   | 2017   | 2019   | 2021   | 2022   | 2023   |